# Kōkaku Kidōtai: Shin Gekijōban
Kōkaku Kidōtai: Shin Gekijōban (攻殻機動隊 新劇場版) é um filme de anime japonês de ficção científica, realizado por Kazuya Nomura. Parte da franquia de Ghost in the Shell, Shin Gekijōban (que significa "novo filme") é a última longa-metragem produzida pelo estúdio Production I.G, e o primeiro desde o filme Cidade Assombrada 2: A Inocência de 2004.
O filme tem ligações com o enredo de Ghost in the Shell: Arise, principalmente nos episódios Pyrophoric Cult da série Arise - Alternative Architecture.

## Sinopse
Ambientado após os eventos de Arise, o filme envolve o assassinato do Primeiro-Ministro do Japão que é publicamente descrito como o "maior evento desde a guerra". Cabe a Secção de Segurança Pública 9, liderada pelo Major Motoko Kusanagi, descobrir a verdadeira natureza do assassinato. Eles são auxiliados pelo filho do Primeiro-Ministro, Osamu Fujimoto.

## Elenco
| Personagem      | Japão              |
| --------------- | ------------------ |
| Motoko Kusanagi | Maaya Sakamoto     |
| Daisuke Aramaki | Ikkyuu Juku        |
| Batou           | Kenichirou Matsuda |
| Togusa          | Tarusuke Shingaki  |
| Ishikawa        | Shunsuke Sakuya    |
| Saito           | Takuro Nakakuni    |
| Paz             | Youji Ueda         |
| Borma           | Kazuya Nakai       |
| Logicoma        | Miyuki Sawashiro   |
| Kurtz           | Mayumi Asano       |
| Tsumugi         | Kenji Nojima       |
| Robert Lee      | Mugihito           |
| Chris           | Megumi Han         |
| Mamuro          | Atsushi Miyauchi   |
| Osamu Fujimoto  | NAOTO              |

## Produção
O filme foi anunciado em 5 de setembro de 2014, no sítio oficial de Ghost in the Shell: Arise. O sítio confirmou o lançamento do filme para 2015, definindo-o como a "maior evolução [da franquia]". Em 8 de janeiro de 2015, um trailer curto foi lançado, mostrando a remodelação do Major mais parecida com sua antiga aparência dos filmes anteriores. O trailer listou Kazuya Nomura como o diretor, Kazuchika Kise como o diretor-geral e desenhista de personagens, Toru Okubo como o diretor de animação, Tow Ubukata como o argumentista e Cornelius como o compositor da banda sonora.
Em 20 de março, o site oficial de Shin Gekijōban foi atualizado com um teaser-trailer de 30 segundos de duração. O trailer anunciou que o filme seria lançado nos cinemas japoneses em 20 de junho de 2015. A música-tema, "Mada Ugoku" foi interpretada por Maaya Sakamoto e Cornelius, e anunciada em 25 de março, ao lado de outra faixa feita para o filme intitulada "Anata o Tamotsu Mono". Ambas foram lançadas em CD colecionável, em 17 de junho de 2015. NAOTO, integrante do grupo Sandaime J Soul Brothers from Exile Tribe, deu voz ao personagem Osamu Fujimoto.
O trailer completo foi lançado em 29 de maio de 2015. Uma prévia de doze minutos de duração foi lançada publicamente em 9 de junho, para promover a estreia do filme nos cinemas japoneses, que aconteceu em 20 de junho de 2015.